# Випікання

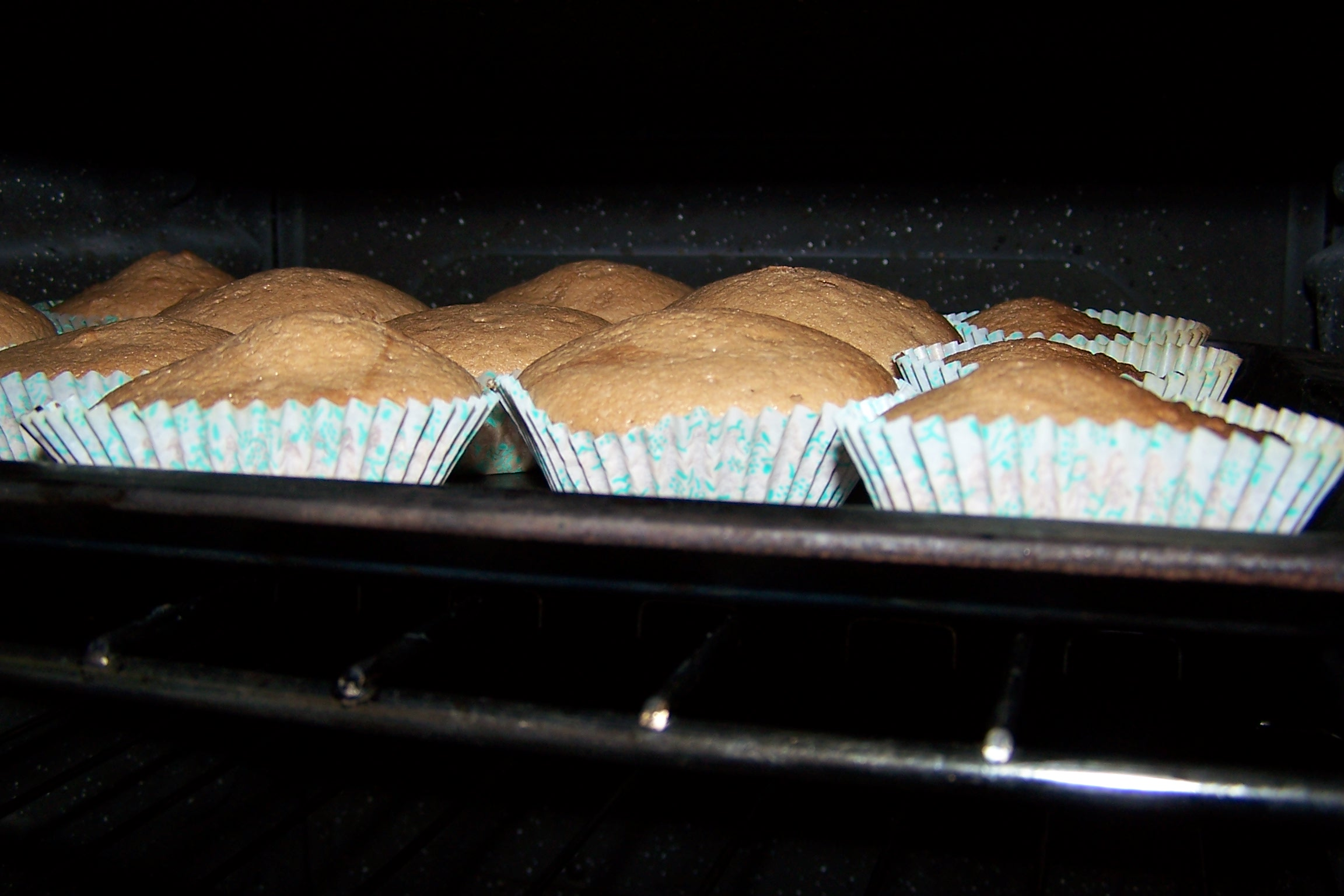
Випікання кексів у духовці

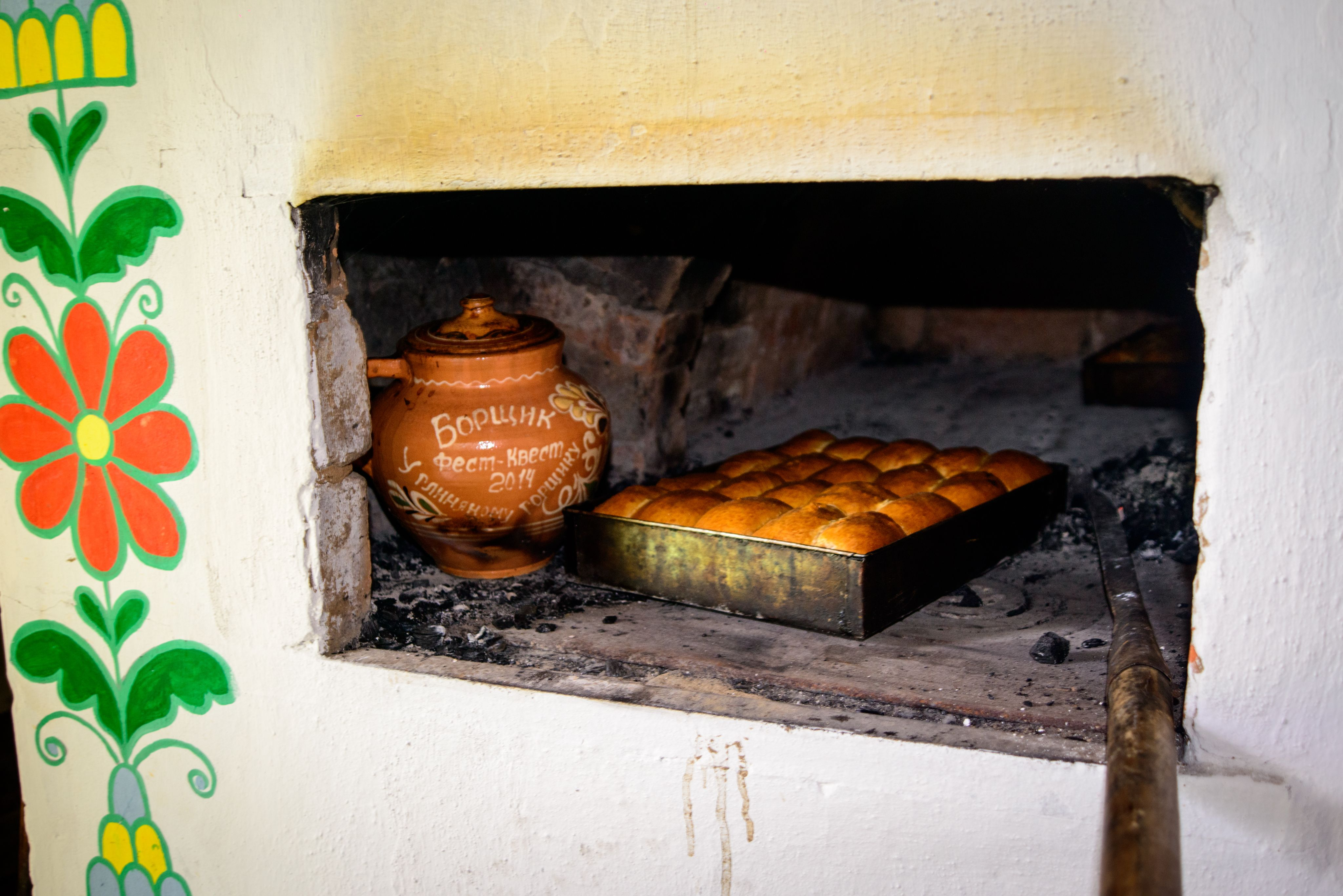
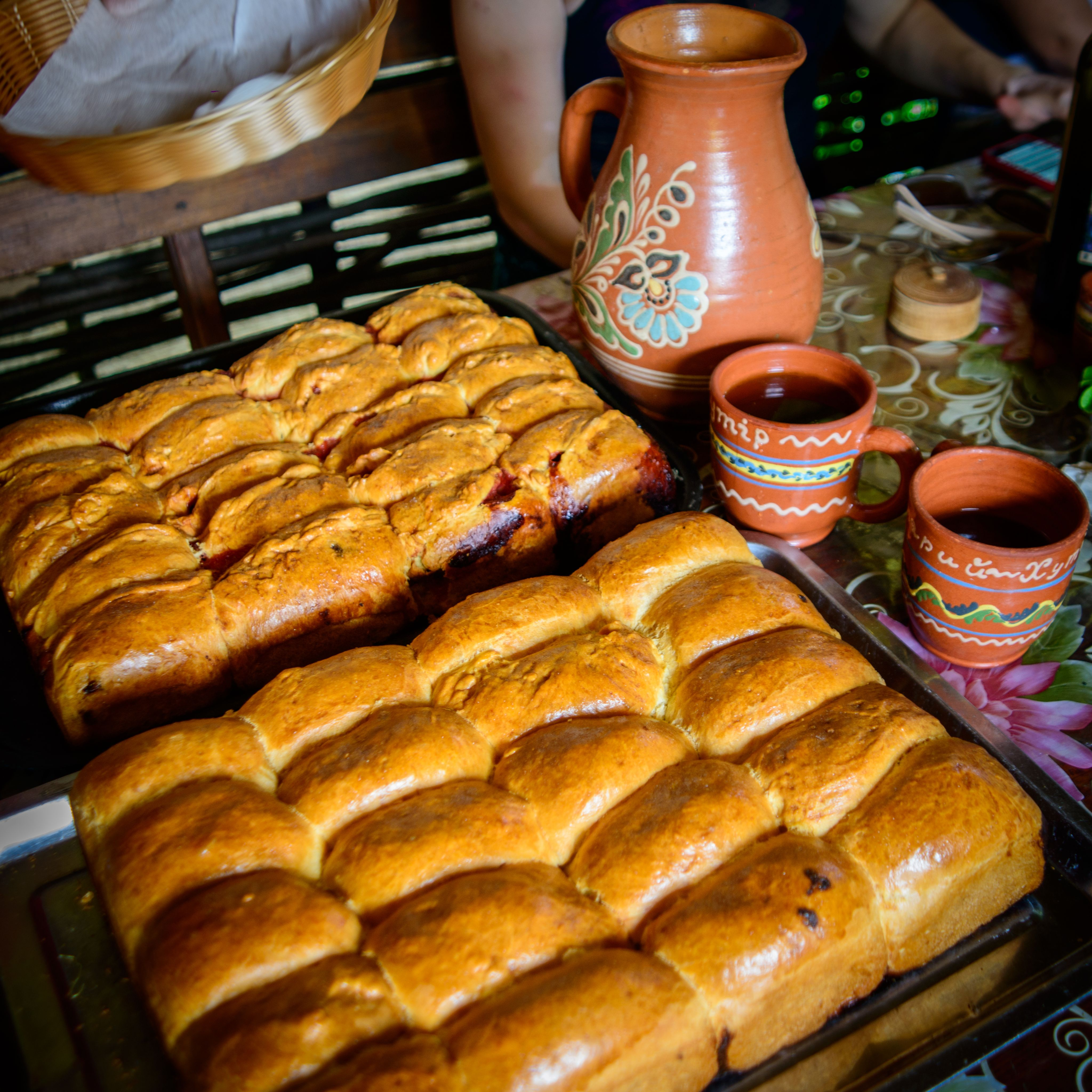

Випіка́ння — метод тривалого готування їжі під дією сухого тепла, спричиненого тепловою конвекцією, але не тепловим випромінюванням зазвичай у печі, але в окремих випадках і в гарячому попелі або на розпечених каменях. Переважно використовується для готування хліба, тортів, печива, пирогів та інших кондитерських та хлібобулочних виробів, які продаються у пекарнях. Людина, яка займається випіканням, називається пекар.
Випікання також використовується для готування інших страв, таких як запечені птиця, м'ясо; печена картопля, печені яблука, запіканки, лазанья, та інші. Процес випікання відбувається за температури від 160 до 250 °C.
За ДСТУ 3862-99 випікання — теплова обробка тістової заготовки з метою приготування булочних та кондитерських виробів або кондитерських напівфабрикатів.